# Norbert Kron
Norbert Kron (* 22. März 1965 in München) ist ein deutscher Schriftsteller, Journalist und Filmemacher.

## Leben und Werk
Norbert Kron studierte an der Ludwig-Maximilians-Universität München Allgemeine und Vergleichende Literaturwissenschaft und begann bereits zu dieser Zeit literarisch und journalistisch zu arbeiten. Er lebt seit 1992 in Berlin, wo er als freier Kulturjournalist hauptsächlich für das öffentlich-rechtliche Fernsehen (z. B. ttt – titel, thesen, temperamente, ZDF aspekte), aber auch für Zeitungen und andere Printmedien arbeitet. Er gründete im Jahre 1985 das sodann vom Bundesverband junger Autoren und Autorinnen herausgegebene Magazin Konzepte - Zeitschrift für Literatur. In seinen Romanen und sonstigen Arbeiten setzt Norbert Kron sich immer wieder mit den gesellschaftlichen Verhältnissen auseinander, wobei die Frage nach zwischenmenschlichen Beziehungen, Familiengeschichten und Beziehungsmodellen zwischen Mann und Frau eine zentrale Rolle spielt. Ein anderer Schwerpunkt ist die deutschjüdische Geschichte und das heutige Verhältnis von Deutschland und Israel, zu dem er auch Symposien und Bildungsprojekte veranstaltet hat. In seinem jüngsten Roman wendet er sich dem Themenkomplex der eigenen Familiengeschichte, der Erinnerungskultur und der Pflege der Eltern zu.
Der Debütroman Autopilot (2002) handelt von einem erfolgreichen Fernsehproduzenten, der aus seiner Beziehung ausbricht und gegen das Medium revoltiert. Der Begleiter (2008) erzählt die Geschichte eines Kulturjournalisten, der für eine erotische Begleitagentur für Frauen arbeitet, was als Parabel auf heutige Liebesbeziehungen im Kapitalismus und auf das kulturelle Prekariat Berlins interpretiert wurde. In seinen jüngsten Texten geht es, ausgelöst durch mehrfache Aufenthalte in Tel Aviv, um das Verhältnis von Deutschen und Israelis. 2015 gab er zu diesem Thema zusammen mit dem israelischen Schriftsteller Amichai Shalev die Anthologie Wir vergessen nicht, wir gehen tanzen heraus, die parallel in einem deutschen und einem hebräischen Verlag erschien.
Krons literarische Arbeit wurde durch zahlreiche Stipendien (u. a. Deutscher Literaturfonds, der Villa Aurora Los Angeles) gefördert. Im Anschluss an den Roman Der Begleiter gründete er das Kunstprojekt „Art Escort“, bei dem man bis 2014 Berliner Schriftsteller, Bildende Künstler und andere Kulturschaffende als kulturelle (nicht erotische) Berlin-Begleiter buchen konnte (ausgezeichnet mit dem „Myself“-Award). 2015 entstand zum 50-jährigen Jubiläum der deutsch-israelischen diplomatischen Beziehungen das Kulturprojekt „Dontforgetdance.com“, das mit seinen zahlreichen Veranstaltungen auf der Anthologie Wir vergessen nicht, wir gehen tanzen basiert und von Bundeszentrale für Politische Bildung, Auswärtigem Amt und Jüdischem Museum Berlin gefördert wurde. Auf seine Initiative hin führte das Koordinierungszentrum Deutsch-Israelischer Jugendaustausch ConAct Wir vergessen nicht, wir gehen tanzen 2018 als Jugendbildungsprojekt fort, wobei junge Menschen aus Israel und Deutschland, die das andere Land bereisen, ihre Erlebnisse in Form von Geschichten einreichen können. Unterstützt vom Bundesministerium für Familie, Senioren, Frauen und Jugend werden die von einer Jury ausgewählten Texte u. a. auf einer Webseite und auf Tagungen präsentiert.
In seinem Buch Ein Zuhause in der Fremde - Was wir in Deutschland von der besten Schule für Einwanderer lernen können (2017) porträtiert Kron die Bialik-Rogozin-Schule in Tel Aviv, die für ihre Integrationsarbeit mit Flüchtlingskindern und anderen Schülern mit Migrationshintergrund weltweit bekannt geworden ist. Ihre Geschichten werden vergleichend ähnlichen Geschichten der UNESCO-Schule Essen gegenübergestellt, die mit der Bialik-Rogozin-Schule Tel Aviv eine Schulpartnerschaft eingegangen ist. Zwölf Thesen, die daraus abgeleitet werden, sollen der Integrationsdebatte in Deutschland neue Impulse geben.
2020 gründete er den YouTube-Kanal Norbert Kron ARTstories, auf dem er seitdem Hintergrundgespräche hauptsächlich mit Schriftstellern, Philosophen, Schauspielern und anderen Künstlern führt, z. B. mit Jodie Foster, Wolfram Eilenberger, Hildur Guadnadottir, Ingo Schulze und Willem Dafoe.
Zum 200. Todestag von E. T. A. Hoffmann erschien im Mai 2022 sein Roman Der Mann, der E. T. A. Hoffmann erfand. Roman einer Freundschaft, der das Künstlerleben des romantischen Schriftstellers und Musikers als Geschichte der Freundschaft zu seinem Biographen und Förderer Julius Eduard Hitzig erzählt und von der Kritik als „opulente und großartig recherchierte“ „Huldigung“ gewertet wurde. Der Roman ist seinem Vater gewidmet, dem Germanisten und E. T. A. Hoffmann-Forscher Wolfgang Kron.
In seinem Roman Manchmal ist es sogar lustig: Meine Mutter, ihr langes Leben und ich, der im März 2025 zu seinem 60. Geburtstag erschien, thematisiert Kron auf humoristisch-anrührende Weise die komplexen Pflegeerfahrungen, die Kinder mit ihren Eltern im hohen Alter, insbesondere bei beginnender Demenz, erleben. Das autofiktionale Buch hat, wie es im Nachwort heißt, Züge einer Autobiografie, spitzt die realen Erlebnisse jedoch zur Geschichte der fiktiven Familie Kämpfer und deren Mutter-Sohn-Konflikt zu. Die sudetendeutsche Abstammung der Familie (mütterlicherseits) bildet dabei einen historisch verbürgten Erfahrungshintergrund. Mit dem in der Demenz hervorbrechenden Trauma der Vertreibung schlägt der Roman einen gesellschaftspolitischen Bogen zur aktuellen Migrationsthematik, die aufgrund der demografischen Altersentwicklung in der Pflegebranche eine große Rolle spiele; deshalb sei das Buch abgesehen von der „untheatralischen Komik“ der privaten Familienschilderungen ein „wertvoller, aufrüttelnder Gesellschaftsroman“.

## Sonstiges
Norbert Kron ist Mitglied im PEN Berlin, im New Israel Fund Deutschland, in der E.T.A. Hoffmann-Gesellschaft und in der deutschen Fußball-Autorennationalmannschaft (Autonama), deren zweite Anthologie „Fußball ist unser Lieben“ er mitherausgab. Er ist verheiratet und wohnt in Berlin-Mitte.

## Literarische Veröffentlichungen (Auswahl)
- Autopilot. Roman. Hanser Verlag, München 2002.
- Tag eines Journalisten. In: Beste Deutsche Erzähler 2004. Hrsg.: Hubert Winkels. Deutsche Verlagsanstalt, München 2004.
- Kohn in der Couch. In: Stadt Land Krieg. Hrsg.: Tanja Dückers, Verena Carl. Aufbau Verlag, Berlin 2004.
- Abschiedsspiel. In: Titelkampf. Hrsg.: Ralf Bönt, Albert Ostermaier, Moritz Rinke. Suhrkamp Verlag, Frankfurt/Main 2008.
- Der Begleiter. Roman. dtv, München 2008.
- Latzet! Latzet! Wie ich mit Lothar Matthäus Yad Vashem besuchte und mir daraufhin den Fuß brach. In: Fußball ist unser Lieben. Hrsg.: Norbert Kron, Albert Ostermaier, Klaus Cäsar Zehrer. Suhrkamp Verlag, Berlin 2011.
- Wir vergessen nicht, wir gehen tanzen. Israelische und deutsche Autoren schreiben über das andere Land. Hrsg.: Norbert Kron, Amichai Shalev. S. Fischer Verlag, Frankfurt/M., und Afik Books, Tel Aviv 2015.
- Ein Zuhause in der Fremde. Was wir in Deutschland von der besten Schule für Einwanderer lernen können. Gütersloher Verlagshaus, Gütersloh 2017.
- Der Mann, der E. T. A. Hoffmann erfand. Roman einer Freundschaft. AphorismA Verlag, Berlin 2022.
- Manchmal ist es sogar lustig: Meine Mutter ihr langes Leben und ich. Roman. Galiani (Kiepenheuer & Witsch) Verlag, Berlin 2025.

## Filmografie (Auswahl)
- 1993: Was für ein Theater. Eine Reise durch die deutsche Bühnenlandschaft, mit Ulli Zelle, 40 min, ARD.
- 1995: Seiten-Sprünge. Eine Woche in Berlins Literaturszene, 30 min, SFB.
- 1997: Der Blechtrommler von Friedenau - Günter Grass, 45 min, SFB.
- 1998: Der Tränenpalast - Vom Grenzübergang zum Szenetempel, mit Yvonne von Kalinowsky, 30 min, SFB.
- 1999: Zwischen Kebap und Karriere - Junge Türken in Berlin, mit Yvonne von Kalinowsky, 30 min, SFB.
- 2005: Die Macht des Wissens - Berlins Humboldt Universität, mit Matthias Hoferichter, 52 min, MDR.
- 2008–2016: Bauer sucht Kultur - Unterwegs mit Max Moor, 9 Staffeln, mit Anna Bilger, Tim Evers und Christine Thalmann, 34 Filme je 45 min, RBB/3sat.
- 2022–2025: ZDF aspekte - Co-Autor von Anna Riek bzw. Felicitas von Twickel u. a. "Mensch und Natur", "Wieviel Reichtum können wir uns leisten?", "Ist Thomas Mann noch zu retten?"

## Auszeichnungen (Auswahl)
- 2003: Stipendium des Berliner Senats
- 2004: Stipendium der Stiftung Villa Aurora, Los Angeles
- 2004: Stipendium des Deutschen Kulturfonds
- 2011: Stipendium der Berliner Akademie der Künste, Villa Serpentara, Olevano Romano
- 2012: Stipendium des Deutschen Literaturfonds
- 2022: Stipendium VG Wort Neustart Kultur